# Plagiochila breuteliana
Plagiochila breuteliana là một loài rêu tản trong họ Plagiochilaceae. Loài này được Lindenb. miêu tả khoa học lần đầu tiên năm 1843.